# سیارک ۳۰۹۳
سیارک ۳۰۹۳ (به انگلیسی: 3093 Bergholz، نامگذاری:1971MG) سه هزار و نود و سومین سیارک کشف شده‌است که در ۲۸ ژوئن ۱۹۷۱ کشف شد.
قدر مطلق سیارک برابر ۱۱٫۵۰ است.